# Dylan Nobiraki
Dylan Nobiraki (japanisch 野開 ディラン Nobiraki Dylan; * 16. April 2000) ist ein japanischer Fußballspieler.

## Karriere
Dylan Nobiraki erlernte das Fußballspielen in der Jugendmannschaft des Niigata University of Health & Welfare FC sowie in der Universitätsmannschaft der Niigata University of Health & Welfare. Seinen ersten Vertrag unterschrieb er am 16. Februar 2023 bei dem philippinischen Erstligisten Kaya FC-Iloilo. Sein Erstligadebüt für den Verein aus Iloilo City gab er am 4. März 2023 (16. Spieltag) im Heimspiel gegen den Maharlika Manila FC. Bei dem 5:0-Heimerfolg stand er in der Startelf und wurde in der 79. Minute gegen Eric Giganto ausgewechselt. Am Ende der Saison, in der er fünf Ligaspiele bestritt, feierte er mit dem Verein die philippinische Meisterschaft. Nach der erfolgreichen Saison wechselte er im Juli 2023 nach Kambodscha. Hier unterschrieb er einen Vertrag beim Erstligisten Kirivong Sok Sen Chey. Dort blieb er eine Saison und erzielte dabei  in 22 Ligaspielen drei Treffer. Anschließend wagte er den Sprung nach Europa und schloss sich OFK Mladost Donja Gorica aus der zweitklassigen Druga Crnogorska Liga in Montenegro an.

## Erfolge
Kaya FC-Iloilo
- Philippinischer Meister: 2023